# Wilhelm Ihne
Joseph Anton Friedrich Wilhelm Ihne (2 février 1821 - 21 mars 1902) est un historien allemand, originaire de Fürth. Il est le père de l'architecte Ernst von Ihne (1848-1917).
Il étudie la philologie à Bonn et obtient son diplôme en 1843 avec une thèse intitulée Quaestiones Terentianae. De 1847 à 1849, il est professeur à Elberfeld, puis part en Angleterre, où il enseigne à Liverpool jusqu'en 1863. Il revient en Allemagne comme chargé de cours à l'université de Heidelberg, où il est nommé professeur en 1873. Il meurt à Heidelberg.

## Travaux
L'œuvre majeure de Wilhelm Ihne est sa Römische Geschichte (Histoire de Rome), un ouvrage publié en huit volumes de 1868 à 1890, et également traduit en anglais. D'autres travaux d'Ihne  sur l'histoire romaine incluent :
- Forschungen auf dem Gebiet der rom Verfassungsgeschichte, 1847 ; publié plus tard en anglais sous le titre : Researches into the History of the Roman Constitution, en 1853.
- Early Rome: from the Foundation of the City to its Destruction by the Gauls (en anglais, 1875)[2].
- Zur Ehrenrettung des Kaisers Tiberius ("Un plaidoyer de l'empereur Tibère "), 1892.